# Çetinkaya Türk SK
Çetinkaya Türk SK is een voetbalclub uit Nicosia (Lefkoşa) in de Turkse Republiek Noord-Cyprus.
De club was als Lefkoşa Türk Spor Kulübü in 1934 een van de stichtende leden van de A Divizion en was de enige Turks Cypriotische club in de competitie. In 1949 fuseerde de club met Çetinkaya Türk Asnaf Ocağı (opgericht in 1943).
Na de deling van Cyprus was de club een van de stichtende leden van de Birinci Lig. Çetinkaya Türk SK is de enige Cypriotische voetbalclub die beide Cypriotische competities, bekers en supercups won.

## Erelijst

### Onder deCypriotische voetbalbond(1934-1954)
- A Divizion: 1951
- Beker van Cyprus: 1952, 1954
  - Finalist: 1951
- Cypriotische Supercup: 1951, 1952, 1954

### Onder deTurks-Cypriotische voetbalbond(1955-heden)
- Birinci Lig: 1958, 1960, 1961, 1962, 1970, 1998, 2000, 2002, 2004, 2005, 2007, 2012, 2013
- Turks-Cypriotische beker: 1956, 1957, 1958, 1959, 1960, 1963, 1969, 1970, 1976, 1991, 1992, 1993, 1996, 1999, 2001, 2006, 2011
  - Finalist: 1998
- Turks-Cypriotische Supercup: 1991, 1992, 1993, 1996, 1998, 2001, 2006

Alsancak · Baf Ülkü Yurdu · Binatlı · Cihangir · Çetinkaya · Doğan Türk Birliği · Düzkaya Kültür Ocağı · Gençlik Gücü · Göçmenköy İdman Yurdu · Gönyeli · Hamitköy · Küçük Kaymaklı · Lefke · Mağusa Türk Gücü · Türk Ocağı · Yenicami